# Chorizema nervosum
Chorizema nervosum är en ärtväxtart som beskrevs av Thomas Moore. Chorizema nervosum ingår i släktet Chorizema och familjen ärtväxter. Inga underarter finns listade i Catalogue of Life.